# Zeza

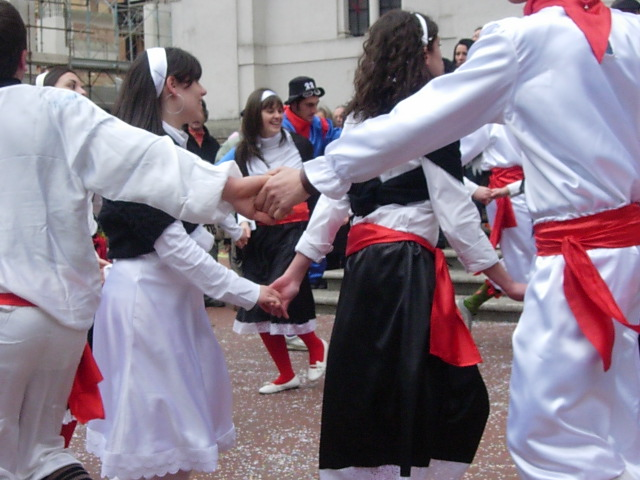
Alcuni ragazzi eseguono la Zeza ad Avellino

La Zeza (pronuncia /ˈtsɛːtsə/) è una scenetta carnevalesca, cantata al suono del trombone e della grancassa. Vide probabilmente la luce nella seconda metà del Seicento.
Zeza (oggi anche appellativo napoletano per indicare una donna "civettuola") era originariamente un nome proprio: il diminutivo di Lucrezia (moglie di Pulcinella nella commedia dell'arte). Questo tipo di spettacolo nacque dunque nell'ambito delle rappresentazioni legate a questo personaggio come si può evincere dai disegni di Callot.
Da Napoli si diffuse presto nelle campagne adiacenti, con caratteri sempre più diversificati nelle altre regioni del Regno. Almeno fino alla metà dell'Ottocento la Zeza veniva rappresentata nei cortili dei palazzi, nelle strade, nelle osterie e nelle piazze. Le parti femminili erano interpretate da soli uomini perché le donne non potevano essere esposte alla pubblica rappresentazione (tradizione che si conserva ancora oggi). La sua sparizione dalle piazze e dalle strade di Napoli, dove aveva preso vita, era stata determinata dai divieti ufficiali emanati nella seconda metà dell'Ottocento, infatti essa era stata proibita dalla polizia “per le mordaci allusioni e per i detti troppo licenziosi ed osceni”. A causa di questi divieti, la canzone di Zeza si spostò più nell'entroterra, dove è sopravvissuta fino ad oggi.
Questo spettacolo è ancora presente in alcune province irpine, e può essere considerata un pezzo di teatro popolare prettamente campano. Note sono quelle rappresentate dalla frazione di Bellizzi Irpino e dai comuni di Cervinara, Mercogliano, Capriglia Irpina, Monteforte Irpino, Volturara Irpina, Montoro, Solofra e Montemiletto, nonché di San Leucio del Sannio, paesino in provincia di Benevento. Nel comune operaio di Pomigliano d'Arco, la canzone di ZEZA è rappresentata ogni Carnevale dall'Associazione A Sunagliera di Giovanni Sgammato (storico fondatore del gruppo E ZEZI) e dai suoi ragazzi (dai sei anni fino agli ottanta di Sgammato). L'ultima rappresentazione della canzone di Zeza, preceduta dagli antichi mestieri, è del 9 febbraio 2016.
Lo spettacolo è tuttora rappresentato tra le vie e le piazzette nel comune di Pomarico in provincia di Matera, ed è stato dichiarato Patrimonio Intangibile della Basilicata. La tradizione è oggi portata avanti dalla Proloco, che, oltre agli spettacoli estivi e carnevaleschi, ogni anno realizza un video tra i vicoli del vecchio borgo dove si possono anche vedere gli antichi mestieri.
Zeza reso famoso anche dalla frazione S.Carlo di Sessa Aurunca, che nel 1978 in una puntata della rai "Le indie di qua giù" fu presentata al pubblico della televisione. (https://www.youtube.com/watch?v=rJ_DAfDw6KE)
I ragazzi di S.Carlo ancora oggi mettono in scena questa rappresentazione.
A Crotone, fino a qualche tempo fa, durante il Carnevale, si preparava un pupazzo di paglia, ’u Nannu, che a fine Carnevale si portava in processione. Dietro il Nannu, c’era un personaggio, travestito da vecchia, la zza’ Zeza, che piangeva ’u Nannu